# Občina Ribnica
Občina Ribnica (slovinsky Občina Ribnica německy Reifnitz) je jedna ze slovinských občin. Správním centrem je Ribnica.

## Sídla
- Andol
- Blate
- Breg pri Ribnici
- Breže
- Brinovščica
- Bukovec pri Poljanah
- Bukovica
- Črnec
- Črni potok pri Velikih Laščah
- Dane
- Dolenja vas
- Dolenje Podpoljane
- Dolenji Lazi
- Dule
- Finkovo
- Gašpinovo
- Gorenje Podpoljane
- Gorenji Lazi
- Goriča vas
- Graben
- Grebenje
- Grič
- Grčarice
- Grčarske Ravne
- Hojče
- Hrovača
- Hudi konec
- Jelendol
- Jelenov Žleb
- Junčje
- Jurjevica
- Kot pri Rakitnici
- Kot pri Ribnici
- Krnče
- Levstiki
- Lipovec
- Makoše
- Marolče
- Maršiči
- Nemška vas
- Ortnek
- Otavice
- Perovo
- Praproče
- Prigorica
- Pugled pri Karlovici
- Pusti Hrib
- Rakitnica
- Ribnica
- Rigelj pri Ortneku
- Sajevec
- Slatnik
- Sušje
- Sveti Gregor
- Škrajnek
- Velike Poljane
- Vintarji
- Vrh pri Poljanah
- Zadniki
- Zadolje
- Zapuže pri Ribnici
- Zlati rep
- Žlebič
- Žukovo